# Nadine Zumkehr
Nadine Zumkehr (* 5. Februar 1985 in Frutigen, Kanton Bern) ist eine Schweizer Beachvolleyballspielerin.

## Karriere
Zumkehr trat erstmals im Jahr 2005 international in Erscheinung. Mit Annik Skrivan absolvierte sie bei den Mailand Open ihr erstes Turnier der FIVB World Tour. Das beste Ergebnis in diesem Wettbewerb erreichten Zumkehr/Skrivan mit dem 25. Platz beim Grand Slam in Gstaad. Besser lief es bei den Satellite-Turnieren der CEV. In Lausanne wurde Zumkehr mit Skrivan Siebte und in Vaduz mit Muriel Grässli Fünfte. In der Saison 2006 kamen Zumkehr/Skrivan bei der World Tour lange nicht über den 33. Platz hinaus, erst bei den späteren Turnieren in Vitória und Phuket erreichten sie den 25. Rang. Das einzige internationale Top-Ten-Ergebnis war der fünfte Rang in Vaduz. Bei der Schweizer Meisterschaft 2006 erreichten Zumkehr/Skrivan den dritten Rang. 2007 absolvierte das Duo drei Open-Turniere und den Grand Slam in Berlin. Dann nahmen sie an der Weltmeisterschaft in Gstaad teil. Dort mussten sie sich ohne Satzgewinn nach der Vorrunde verabschieden. Ihren letzten gemeinsamen Auftritt auf der World Tour hatten sie dann beim Grand Slam in Klagenfurt. National wurde Zumkehr, diesmal mit Tania Schmocker, wieder Dritte der Schweizer Meisterschaft.
In der Saison 2008 spielte Zumkehr mit Grässli. Nach dem Grand Slam in Paris und einem siebten Platz beim Satellite-Turnier in Laredo nahmen sie an der Europameisterschaft 2008 in Hamburg teil. Dabei verloren sie ihr erstes Spiel in der Hauptrunde und schieden in der zweiten Runde der Verliererseite gegen das griechische Duo Koutroumanidou/Tsiartsiani aus. Kurz darauf kamen sie bei den Marseille Open als Siebte in die Top Ten. Bei den Kristiansand Open wurden sie Neunte. Nach dem 17. Rang in Dubai trennten sie sich.
2009 bildete Zumkehr mit Simone Kuhn ein Schweizer Nationalteam. Bei ihrem ersten gemeinsamen Turnier der Weltserie wurden Kuhn/Zumkehr in Brasília gleich Neunte. Nach zwei 13. Plätzen kamen sie beim Masters in Berlin auf den siebten Platz. Anschliessend spielten sie bei der WM in Stavanger. Als Gruppenzweite erreichten sie die erste K.-o.-Runde, in der sie gegen die Chinesinnen Xue Chen und Zhang Xi verloren. Es folgte ein neunter Platz beim Grand Slam in Gstaad. Das gleiche Ergebnis gelang ihnen bei den Barcelona Open. In Sotschi gewannen sie bei der EM 2009 ihre Vorrundengruppe und kamen bis in den Halbfinal. Nach einer Niederlage gegen die Deutschen Goller/Ludwig siegten die Schweizerinnen im Spiel um den dritten Platz gegen die Belgierinnen Mouha/Van Breedam. In Bern wurden Kuhn/Zumkehr mit einem Finalsieg gegen Romana Kayser und Martina Grossen Schweizer Meisterinnen. Im November gewannen sie die Sanya Open und schafften damit als erste Schweizerinnen einen Turniersieg bei der World Tour.

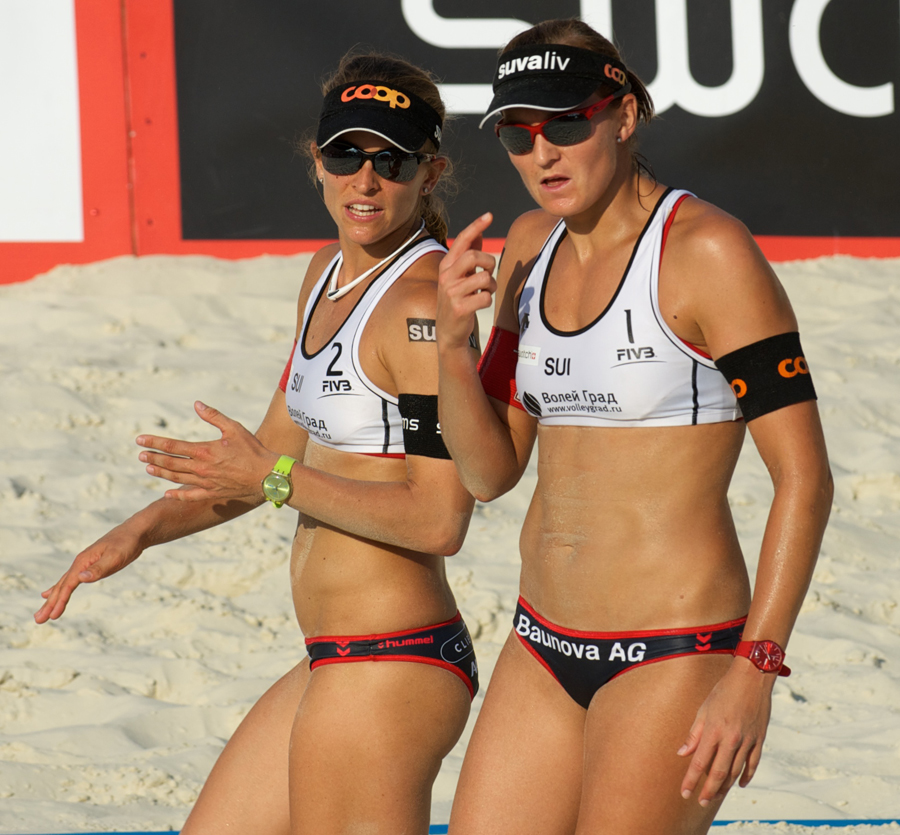
Nadine Zumkehr (l) mit Simone Kuhn, 2011

Bei der World Tour 2010 kamen sie von Mai bis Anfang August gleich bei fünf Turnieren auf den neunten Platz und beim Grand Slam in Stavanger schnitten sie als Fünfte noch besser ab. Bei der EM in Berlin unterlagen sie als Gruppenzweite im Achtelfinal dem niederländischen Duo Wesselink/Meppelink und beendeten das Turnier ebenfalls auf dem neunten Rang. Danach erreichten sie bei den Åland Open den siebten Platz. National verteidigten Kuhn/Zumkehr in einer Neuauflage des letztjährigen Endspiels erfolgreich ihren Titel bei der Schweizer Meisterschaft. Ihr erstes Top-Ten-Ergebnis der World Tour 2011 gelang ihnen als Neunte der Mysłowice Open. Nach einem fünften Platz beim Grand Slam in Peking reisten sie zur WM in Rom. Sie wurden Gruppenzweiter der Vorrunde, aber in der ersten Hauptrunde konnten sie sich nicht gegen die österreichischen Schwestern Doris und Stefanie Schwaiger durchsetzen. Erfolgreicher waren sie dann wieder auf der World Tour mit fünften Plätzen bei den Grand Slams in Gstaad und Moskau sowie als Fünfte in Klagenfurt. Bei der EM in Kristiansand blieben sie in der Vorrunde ohne Satzverlust und kamen bis in den Viertelfinal gegen Goller/Ludwig. Bei der Schweizer Meisterschaft gewannen sie zum dritten Mal in Folge den Titel, diesmal im Final gegen Isabelle Forrer und Romana Kayser.
Zum Auftakt der World Tour 2012 wurden sie viermal in Folge Neunter. Den Grand Slam in Rom gewannen sie im Final gegen Goller/Ludwig und schafften damit ihren zweiten gemeinsamen Turniersieg auf internationaler Ebene. Anschliessend gab es mit Bronze in Gstaad eine weitere Medaille. Als neuntbestes Team der Olympiarangliste qualifizierten sie sich für die Olympischen Spiele 2012. In London kamen sie als Gruppendritte in den Achtelfinal, in dem sie sich den späteren Silbermedaillen-Gewinnerinnen Ross/Kessy aus den USA geschlagen geben mussten. Danach wurden sie Neunte in Stare Jabłonki und Vierte in Åland. Bei der Schweizer Meisterschaft kamen die Titelverteidigerinnen auf den dritten Platz. Am Ende des Jahres löste sich das Duo durch Kuhns Rücktritt auf.
Seit 2013 spielt Zumkehr mit Joana Heidrich. Auf der World Tour wurden sie Neunte bei den Fuzhou Open und dem Grand Slam in Corrientes. Beim Masters in Baden erreichten sie den Final, und beim Grand Slam in Rom schafften sie es bis in den Viertelfinal und wurden Fünfte. In Stare Jabłonki nahmen sie an der Weltmeisterschaft 2013 teil. Sie starteten mit einem Sieg gegen ihre nationalen Kontrahentinnen Kayser/Grässli in die Vorrunde und kamen als Gruppenzweite weiter. In der ersten K.-o.-Runde mussten sie sich dem brasilianischen Duo Maestrini/Seixas geschlagen geben. Bei den folgenden Grand Slams in Gstaad und Long Beach belegten sie jeweils den neunten Platz. Die Schweizer Meisterschaft beendeten sie auf dem vierten Rang.
Zu Beginn der Saison 2014 erreichten Heidrich/Zumkehr den Final des Coop-Turniers in Zürich. Bei der Europameisterschaft 2014 in Quartu Sant’Elena kamen sie als Gruppenzweite der Vorrunde weiter und mussten sich schliesslich im Achtelfinal den Tschechinnen Kolocová/Sluková geschlagen geben. Auf der World Tour gelangen ihnen zwei fünfte Plätze in Gstaad und Den Haag und drei neunte Plätze bei weiteren Grand Slams. Beim CEV-Masters in Biel/Bienne wurden sie ebenfalls Fünfte. Wenige Tage später wurden sie in Bern mit einem Sieg im Endspiel gegen Forrer/Vergé-Dépré Schweizer Meisterinnen.
Bei der World Tour 2015 erreichten Heidrich/Zumkehr neunte Plätze bei den Luzern Open und den Major-Turnieren in Poreč und Stavanger. Drei Grand Slam beendeten sie jeweils auf dem 17. Rang. Die WM in den Niederlanden verlief für sie weniger erfolgreich. Sie verloren das Auftaktspiel gegen Forrer/Vergé-Dépré und schieden dann als einer der schlechteren Gruppendritten nach der Vorrunde aus. Nach einem neunten Platz beim Grand Slam in Yokohama nahmen sie an der EM in Klagenfurt teil. Dort gelangten sie als Gruppenzweiter bis in den Achtelfinal, den sie gegen die neuen Europameisterinnen Ludwig/Walkenhorst verloren. Wenig später gewannen Heidrich/Zumkehr das Masters-Turnier in Biel/Bienne im Final gegen Forrer/Vergé-Dépré. Nach dem neunten Platz beim Grand Slam in Olsztyn wurden sie Dritte der Sotschi Open. Dann gewannen sie den Final der Xiamen Open gegen die Argentinierinnen Gallay/Klug und feierten damit ihren ersten Turniersieg im Rahmen der World Tour.
Die World Tour 2016 begann für das Schweizer Duo mit zwei 17. Plätzen, bevor sie bei den Vitória Open Fünfte wurden. Dann gewannen sie das Coop-Turnier in Zürich im Final gegen Betschart/Hüberli. Bei den Open-Turnieren in Xiamen und Fuzhou wurden sie Fünfte und Dritte. Anschliessend gelang ihnen mit einem Sieg im Endspiel der Sotschi Open gegen die Spanierinnen Liliana/Baquerizo der zweite Turniersieg auf der World Tour. Mit dem fünften Rang in Moskau gab es ein weiteres Top-Ten-Ergebnis. Bei der EM in Biel/Bienne gewannen Heidrich/Zumkehr ihre Vorrundengruppe, verloren dann jedoch den Achtelfinal gegen Hermannová/Sluková im Tiebreak. Nach einigen weniger erfolgreichen Major-Turnieren erreichten sie in Klagenfurt das Endspiel, in dem sich die deutschen Europameisterinnen Ludwig/Walkenhorst durchsetzten. Als zweitbestes Schweizer Team der Olympiarangliste qualifizierten sich Heidrich/Zumkehr für die Olympischen Spiele in Rio de Janeiro. Dort gelangten sie als Gruppenzweite der Vorrunde bis in den Viertelfinal, den sie im Tiebreak gegen die Brasilianerinnen Larissa/Talita verloren. Damit beendeten sie das Turnier auf dem fünften Rang. Beim FIVB Saisonfinale in Toronto verloren Heidrich/Zumkehr im Endspiel gegen die Olympiasiegerinnen Ludwig/Walkenhorst mit 0:2. Anschliessend beendete Nadine Zumkehr ihre internationale Karriere. Im Oktober 2016 wurde Zumkehr als «Most Inspirational Player» der FIVB World Tour ausgezeichnet.

## Privat
Nadine Zumkehr hat die Ausbildung zur Primarlehrerin abgeschlossen. Sie ist eine Cousine des Skicross-Olympiasiegers Mike Schmid.
Sie ist liiert mit ihrem ehemaligen Trainer Sebastian Beck und wohnhaft im Seeland.